# نانسي سانت ألبان
نانسي سانت ألبان (بالإنجليزية: Nancy St. Alban)‏ هي ممثلة أمريكية، ولدت في 2 يناير 1970 في بالتيمور في الولايات المتحدة.

## أعمال

### مسلسلات
- غايدنغ لايت

## وصلات خارجية
- نانسي سانت ألبان على موقع IMDb (الإنجليزية)